# Marija Pejčinović Burić
Marija Pejčinović Burić, född 9 april 1963 i Mostar i Jugoslavien (dagens Bosnien och Hercegovina), är en kroatisk politiker (HDZ). Perioden 19 juni 2018 till 19 juli 2019 var hon Kroatiens utrikesminister och ställföreträdande premiärminister. Hon var Kroatiens fjortonde utrikesminister och den tredje kvinnan att inneha ämbetet sedan landets självständighet år 1990. Från 18 september 2019 till 18 september 2024 var hon generalsekreterare i Europarådet och med anledning av det utsågs och tillträdde Gordan Grlić Radman den 19 juli 2019 ämbetet som Kroatiens utrikesminister.

## Biografi
Pejčinović Burićs politiska karriär inleddes år 2000 då hon blev biträdande minister till Kroatiens dåvarande utrikesminister Tonino Picula. Denna tjänst innehade hon till år 2004. Åren 2000–2001 var hon även medlem av den kroatiska arbetsgrupp som hade till uppgift att förhandla om ett stabiliserings- och associeringsavtal mellan Kroatien och Europeiska unionen. År 2004–2005 var hon statssekreterare i det dåvarande ministeriet för europeisk integration och åren 2005–2008 som statssekreterare i det kroatiska ministeriet för utrikes- och europeiska frågor. År 2019 efterträdde hon norrmannen Thorbjørn Jagland generalsekreterare i Europarådet.
Pejčinović Burić talar engelska, franska och spanska samt har kunskaper i tyska.